# Všechno nejlepší!
Všechno nejlepší! je český film natočený v roce 2007 Martinem Kotíkem. Hlavní role obsadili Jan Dolanský a Viktor Preiss.
Celý film se odehrává během jednoho dne v pražských ulicích a popisuje 24 hodin jednoho mladého taxikáře, který nepříliš šťastně narazil na dopravního inspektora. Do příběhu vstupují taxikářova žena, milenka, šéf a tetička a další jeho pasažéři.

## Technické detaily
Film nebyl točen na klasickou filmovou kameru, ale na digitální BetaCam, poté barevně upraven a posléze vypálen ArriLaserem na filmový materiál.